# Liga de Voleibol Superior Masculino 1975
La Liga de Voleibol Superior Masculino 1975 si è svolta nel 1975: al torneo hanno partecipato 11 franchigie portoricane ed è stato sospeso, quando la serie finale tra Cafeteros de Yauco e Gigantes de Adjuntas era sul risultato di 3-3, e mai più terminato per motivi di ordine pubblico a causa degli scontri tra le tifoserie.

## Regolamento
La competizione vede le undici franchigie partecipanti affrontarsi senza un calendario rigido fino ad arrivare a venti incontri ciascuna:
- Le prime quattro classificate accedono ai play-off scudetto, dove vengono accoppiate col metodo della serpentina, strutturati in semifinali, al meglio delle cinque gare, e finale, al meglio delle sette gare.

## Squadre partecipanti
| - Caciques de Jayuya - Cafeteros de Yauco - Changos de Naranjito - Criollos de Caguas - Gigantes de Adjuntas - Guayacanes de Guayanilla | - Lares Septiembre 23 - Leones de Ponce - Mets de Guaynabo - Plataneros de Corozal - Round Hill |

## Campionato

### Regular season

#### Classifica
| Pos. | Squadra                  | G  | V  | P  | SV | SP | Ratio | PF | PS | Ratio |
| ---- | ------------------------ | -- | -- | -- | -- | -- | ----- | -- | -- | ----- |
| 1    | Cafeteros de Yauco       | 20 | 19 | 1  |    |    |       |    |    |       |
| 2    | Mets de Guaynabo         | 20 | 16 | 4  |    |    |       |    |    |       |
| 3    | Gigantes de Adjuntas     | 20 | 15 | 5  |    |    |       |    |    |       |
| 4    | Changos de Naranjito     | 20 | 14 | 6  |    |    |       |    |    |       |
| 5    | Plataneros de Corozal    | 20 | 14 | 6  |    |    |       |    |    |       |
| 6    | Criollos de Caguas       | 20 | 11 | 9  |    |    |       |    |    |       |
| 7    | Leones de Ponce          | 20 | 6  | 14 |    |    |       |    |    |       |
| 8    | Lares Septiembre 23      | 20 | 6  | 14 |    |    |       |    |    |       |
| 9    | Guayacanes de Guayanilla | 20 | 3  | 17 |    |    |       |    |    |       |
| 10   | Round Hill               | 20 | 3  | 17 |    |    |       |    |    |       |
| 11   | Caciques de Jayuya       | 20 | 2  | 18 |    |    |       |    |    |       |

| Ai play-off scudetto |

### Play-off
|  | Semifinali | Semifinali           | Semifinali |                      |   | Finale             | Finale | Finale |  |
|  |            |                      |            |                      |   |                    |        |        |  |
|  | 1          | Cafeteros de Yauco   | 3          |                      |   |                    |        |        |  |
|  | 1          | Cafeteros de Yauco   | 3          |                      |   |                    |        |        |  |
|  | 4          | Changos de Naranjito | 0          |                      |   |                    |        |        |  |
|  | 4          | Changos de Naranjito | 0          |                      | 1 | Cafeteros de Yauco | 3      |        |  |
|  |            |                      |            |                      | 1 | Cafeteros de Yauco | 3      |        |  |
|  |            |                      | 3          | Gigantes de Adjuntas | 3 |                    |        |        |  |
|  | 2          | Mets de Guaynabo     | 3          | Gigantes de Adjuntas | 3 | 1                  |        |        |  |
|  | 2          | Mets de Guaynabo     |            |                      |   |                    |        |        |  |
|  | 3          | Gigantes de Adjuntas | 3          |                      |   |                    |        |        |  |